# Myopias xiphias
Myopias xiphias é uma espécie de formiga do gênero Myopias, pertencente à subfamília Ponerinae.